# Ilkowice (gromada)
Ilkowice – dawna gromada, czyli najmniejsza jednostka podziału terytorialnego Polskiej Rzeczypospolitej Ludowej w latach 1954–1972.
Gromady, z gromadzkimi radami narodowymi (GRN) jako organami władzy najniższego stopnia na wsi, funkcjonowały od reformy reorganizującej administrację wiejską przeprowadzonej jesienią 1954 do momentu ich zniesienia z dniem 1 stycznia 1973, tym samym wypierając organizację gminną w latach 1954–1972.
Gromadę Ilkowice z siedzibą GRN w Ilkowicach utworzono – jako jedną z 8759 gromad na obszarze Polski – w powiecie miechowskim w woj. krakowskim, na mocy uchwały nr 24/IV/54 WRN w Krakowie z dnia 6 października 1954. W skład jednostki weszły obszary dotychczasowych gromad Zbigały, Janowice, Rędziny Zbigalskie i Święcice ze zniesionej gminy Nieszków w tymże powiecie. Dla gromady ustalono 14 członków gromadzkiej rady narodowej.
31 grudnia 1959 do gromady Ilkowice przyłączono wieś Maciejów ze zniesionej gromady Giebułtów.
Gromadę zniesiono 31 grudnia 1961, a jej obszar włączono do gromad Kalina Wielka (wsie Janowice i Maciejów) i Słaboszów (wsie Ilkowice, Rędziny Zbigalskie, Święcice i Zbigały).